# Junik
Junik (albanska: Junik med böjningsformen Juniku; serbiska: Јуник, Junik) är en kommunhuvudort i Kosovo. Den ligger i den västra delen av landet, 80 km väster om huvudstaden Priština. Junik ligger 553 meter över havet och antalet invånare är 6 053.
Terrängen runt Junik är varierad. Runt Junik är det ganska tätbefolkat, med 222 invånare per kvadratkilometer. Närmaste större samhälle är Deçan, 7,2 km norr om Junik. Omgivningarna runt Junik är en mosaik av jordbruksmark och naturlig växtlighet.